# Никитино (Свердловская область)
Никитино — деревня в Верхнесалдинском городском округе Свердловской области. Центр сельской администрации деревни Никитино.

## География
Населённый пункт расположен в долине реки Черемшанка в 12 километрах на юго-запад от административного центра округа — города Верхняя Салда.

### Часовой пояс
Никитино, как и вся Свердловская область, находится в часовой зоне МСК+2. Смещение применяемого времени относительно UTC составляет +5:00.

## Население
| 2002 | 2010 | 2021 |
| ---- | ---- | ---- |
| 653  | ↗700 | ↘403 |

## Известные люди
- Климов, Василий Николаевич (1919—1990) — советский учёный-медик.

## Инфраструктура
Деревня разделена на восемь улиц (Восточная, Луговая, Молодёжная, Новая, Садовая, Советская, Тагильская, Центральная), есть почтовое отделение.